# Afrogecko
Afrogecko Bauer, Good & Branch, 1997 è un genere di piccoli sauri della famiglia Gekkonidae, endemico dell'Africa australe.

## Tassonomia
Il genere Afrogecko comprende quattro specie (in passato attribuite al genere Phyllodactylus):
- Afrogecko ansorgii (Boulenger, 1907)
- Afrogecko plumicaudus Haacke, 2008
- Afrogecko porphyreus (Daudin, 1802)
- Afrogecko swartbergensis (Haacke, 1996)